# Benkara emanuelssoniana
Benkara emanuelssoniana är en måreväxtart som först beskrevs av Colin Ernest Ridsdale, och fick sitt nu gällande namn av Colin Ernest Ridsdale. Benkara emanuelssoniana ingår i släktet Benkara och familjen måreväxter. Inga underarter finns listade i Catalogue of Life.